# Lemony Snicket's A Series of Unfortunate Events (banda sonora)
Lemony Snicket's A Series of Unfortunate Events es la banda sonora, de la discográfica Sony Classical, de la película homónima de 2004. Aquella fue protagonizada por Jim Carrey, Meryl Streep, Catherine O'Hara, Billy Connolly, Liam Aiken y Emily Browning. La banda sonora es obra del compositor Thomas Newman.
El álbum fue nominado para Premio Óscar a la mejor banda sonora.

## Lista de pistas
| Track listing |                                            |               |          |  |
| N.º           | Título                                     | Escritor(es)  | Duración |  |
| 1.            | «The Bad Beginning»                        | Thomas Newman | 3:20     |  |
| 2.            | «Chez Olaf»                                | Thomas Newman | 3:12     |  |
| 3.            | «The Baudelaire Orphans»                   | Thomas Newman | 2:32     |  |
| 4.            | «In Loco Parentis»                         | Thomas Newman | 1:27     |  |
| 5.            | «Resilience»                               | Thomas Newman | 2:30     |  |
| 6.            | «The Reptile Room»                         | Thomas Newman | 1:36     |  |
| 7.            | «An Unpleasant Incident Involving a Train» | Thomas Newman | 4:51     |  |
| 8.            | «Curdled Cave»                             | Thomas Newman | 2:04     |  |
| 9.            | «Puttanesca»                               | Thomas Newman | 2:41     |  |
| 10.           | «Curious Feeling of Falling»               | Thomas Newman | 1:45     |  |
| 11.           | «Regarding the Incredibly Deadly Viper»    | Thomas Newman | 2:33     |  |
| 12.           | «The Marvelous Marriage»                   | Thomas Newman | 0:52     |  |
| 13.           | «Lachrymose Ferry»                         | Thomas Newman | 0:38     |  |
| 14.           | «Concerning Aunt Josephine»                | Thomas Newman | 2:08     |  |
| 15.           | «V.F.D.»                                   | Thomas Newman | 1:11     |  |
| 16.           | «The Wide Window»                          | Thomas Newman | 1:12     |  |
| 17.           | «Cold as Ike»                              | Thomas Newman | 2:45     |  |
| 18.           | «Hurricane Herman»                         | Thomas Newman | 2:18     |  |
| 19.           | «Snaky Message»                            | Thomas Newman | 2:31     |  |
| 20.           | «The Regrettable Episode of the Leeches»   | Thomas Newman | 2:45     |  |
| 21.           | «Interlude with Sailboat»                  | Thomas Newman | 1:04     |  |
| 22.           | «Verisimilitude»                           | Thomas Newman | 2:16     |  |
| 23.           | «Loverly Spring»                           | Thomas Newman | 1:50     |  |
| 24.           | «A Woeful Wedding»                         | Thomas Newman | 3:21     |  |
| 25.           | «Attack of the Hook-Handed Man»            | Thomas Newman | 2:33     |  |
| 26.           | «Taken by Surpreeze»                       | Thomas Newman | 2:02     |  |
| 27.           | «One Last Look»                            | Thomas Newman | 1:41     |  |
| 28.           | «The Letter That Never Came»               | Thomas Newman | 4:14     |  |
| 29.           | «Drive Away (título final)»                | Thomas Newman | 5:04     |  |